# Thecla phrosine
Thecla phrosine är en fjärilsart som beskrevs av Druce 1909. Thecla phrosine ingår i släktet Thecla och familjen juvelvingar. Inga underarter finns listade i Catalogue of Life.